# ジョージ・ウェイド
陸軍元帥ジョージ・ウェイド（英語: George Wade PC、1673年 - 1748年3月14日）は、アイルランド王国出身でイングランド王国およびグレートブリテン王国の軍人。大同盟戦争、スペイン継承戦争、1715年ジャコバイト蜂起、四国同盟戦争に参戦した後、スコットランドにおける兵営、橋、舗装道路の建設を主導した。その後はオーストリア継承戦争でイギリス軍を率い、1745年ジャコバイト蜂起でイギリス軍最高司令官を務めた。

## 初期の経歴
ジェローム・ウェイド（Jerome Wade）の三男として、アイルランド王国のキラヴァリー（Killavally）で生まれた。祖父のウィリアム・ウェイドはオリヴァー・クロムウェルの竜騎兵少佐だった。1690年12月26日にバース伯爵の連隊で士官になり、1691年7月時点ではチャンネル諸島にいたが1692年にフランドル地方に派遣された。1692年8月のステーンケルケの戦いに参戦、1693年2月10日に中尉に昇進した。1694年4月19日にサー・ベヴィル・グランヴィルの連隊に転じ、1695年6月13日に擲弾兵中隊の大尉に昇進した。

## スペイン継承戦争
スペイン継承戦争では最初はマールバラ伯爵（後の初代マールバラ公爵）の下で従軍してフランドルを転戦、1702年4月のカイザースヴェルト包囲戦、9月のフェンロー包囲戦、10月のルールモントとリエージュの包囲戦、1703年8月のユイ包囲戦に参戦した。その間にも1703年3月20日に少佐に、1703年10月25日に中佐に昇進した。1704年8月27日、初代ゴールウェイ伯爵ヘンリー・デ・マシューの軍に副将軍として参加、ポルトガル王国に向かった。そこで1705年春のヴァレンシア・デ・アルカンタラ包囲戦（5月8日の強襲で占領に成功）に参戦した後、ハンティンドンの連隊隊長として1706年4月のアルカンタラの戦いに参戦して負傷、同時に頭角を現した。6月27日にはマドリード入城を果たしたが、1か月後にはバレンシアに撤退した。ビラ・ノバ（Vila Nova）で騎兵の大軍を撃退した後、1707年4月のアルマンサの戦いで第3歩兵旅団を率いた。アルマンサの戦いでは捕虜にならずに済み、伝令役としてイングランドに派遣された。1708年1月1日に准将に昇進した後、1708年春にスペインに戻った。
1708年にはジェームズ・スタンホープの副官としてミノルカ島の占領に参加、1708年9月にバルセロナから出航した後セント・フィリップ城への強襲を率いた。ウェイドはミノルカ島占領の成功でカール大公から称賛の手紙が届けられ、（カール大公の）スペイン軍の少将に任命された。11月にミノルカ島占領の報せを届けに帰国した後はポルトガルに駐留、1710年にスペインに戻った。スタンホープはウェイドに1個歩兵旅団の指揮を委ね、ウェイドは8月20日のサラゴサの戦いに参戦した。スタンホープは続いてウェイドの昇進を推薦、同時に彼をイングランドに派遣して増援を求めた。以降ウェイドは終戦までスペインに戻らず、1714年10月3日に少将に昇進した。1714年11月、アイルランドのイギリス軍指揮官に任命されたが、1715年1月25日にヒンドン選挙区で庶民院議員に選出されたため着任したかは不明である。

## 1715年ジャコバイト蜂起と四国同盟戦争
1715年ジャコバイト蜂起が勃発すると、ウェイドは2個竜騎兵連隊を率いてジャコバイトの重鎮であるバースに向かい、そこでジャコバイトの武器を押収した。1717年にもスウェーデン大使カール・ギレンボリ伯爵による陰謀を摘発した。
1717年3月19日、プリマス伯爵の騎兵連隊長になった。1719年、コバム子爵の副官として、四国同盟戦争のビーゴ占領に参加、さらにポンテベドラも占領した。
1719年、王立音楽アカデミー社に出資した。
1722年、バース選挙区選出の庶民院議員になり、以降25年間議員を務めた。バース寺院の隣にあるウェイドの邸宅はイギリスの第一級指定建築物である。

## スコットランドの建設

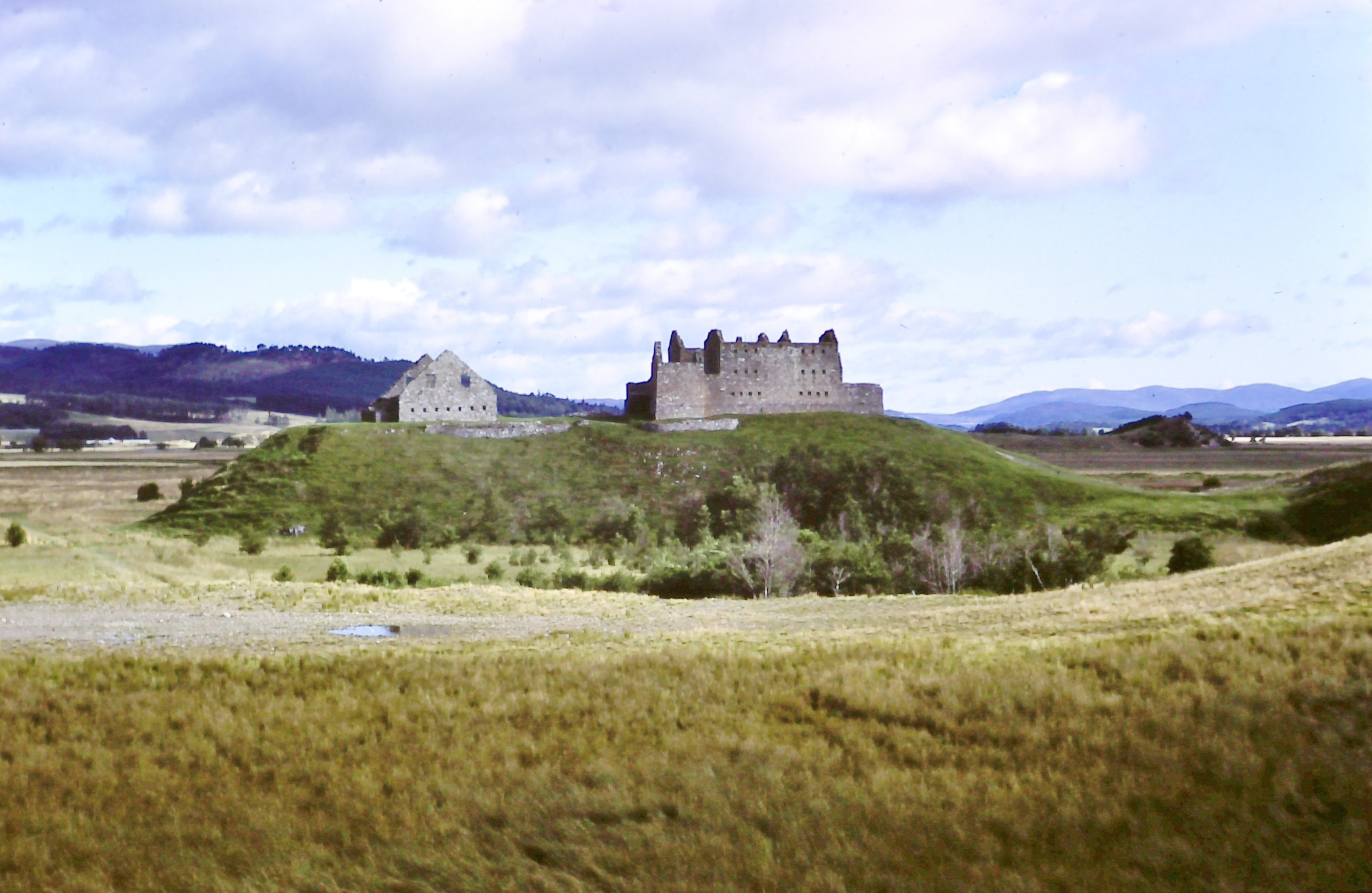
キングユージのリヴェン軍営、1983年撮影。

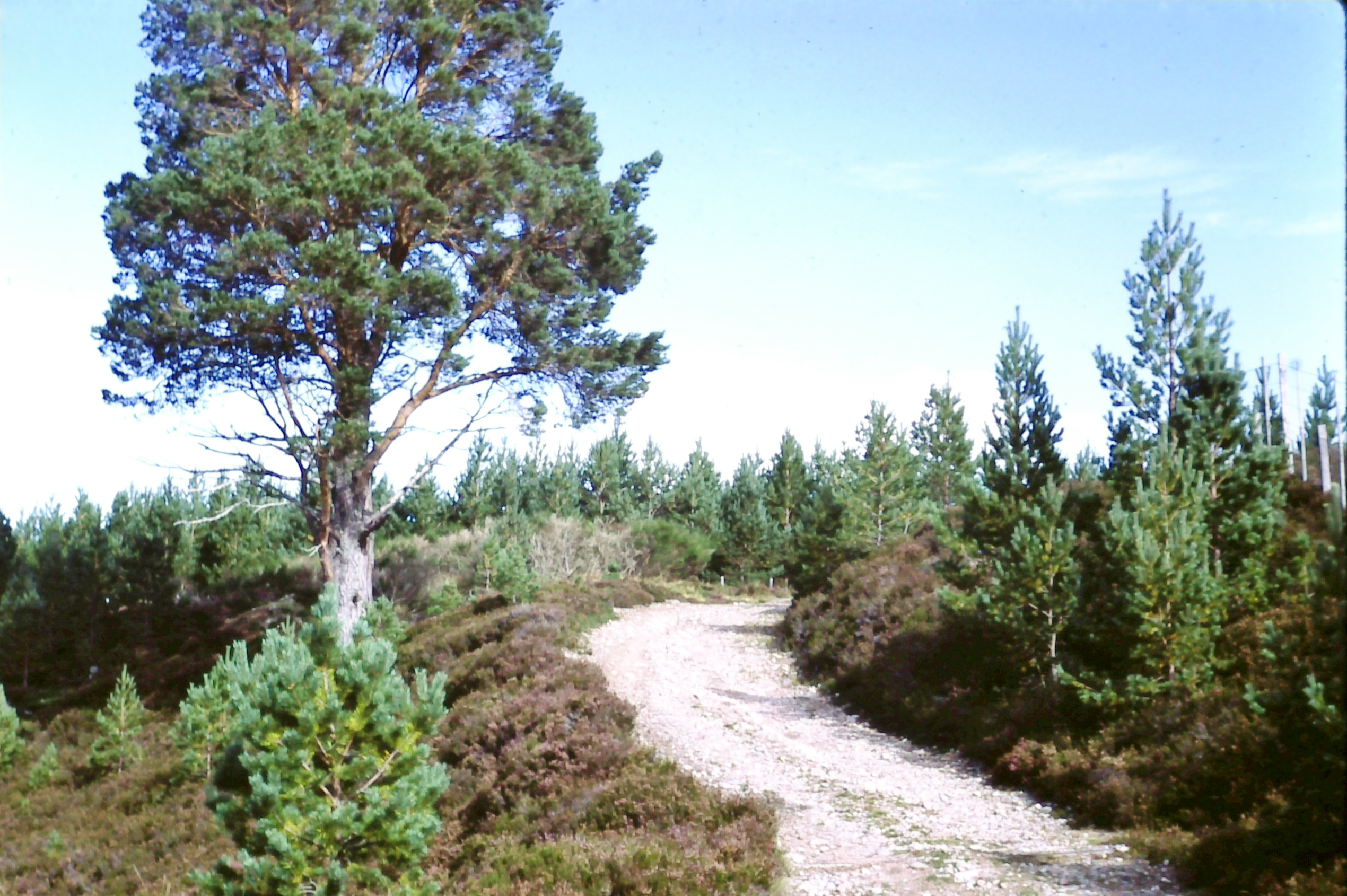
1715年ジャコバイト蜂起の後にウェイドによって建設された、インヴァネスとキングユージの間の軍道。2014年撮影。

1724年、ジョージ1世政府はウェイドをスコットランドに派遣した。彼はスコットランドへの支配を固めるために兵営、橋、舗装道路の建設を提言、翌1725年にそれを実行するために北ブリテンにおける国王軍、城、要塞、兵営の総指揮官に任命された。その後の12年間、ウェイドは約240kmの道路、アバーフェルディーのテイ・ブリッジなど30本の橋を建設した。ウェイド将軍の軍道はリヴェン軍営、ジョージ砦、オーガスタス砦、ウィリアム砦をつなぐ役割を果たした。インヴァネスとインヴァレアリーをつなぐ道路では下記の文が刻まれているオベリスクがあった。
If you had seen this road before it was made,

You would lift up your hands and bless General Wade.
ウェイドはさらに「ハイランド・ウォッチス」（Highland Watches、ハイランド監視隊）という民兵隊を編成、土地を所有するジェントリ家族に入隊を勧め、1725年には最初の6個中隊（キャンベル氏族の3個中隊、フレイザー氏族の1個中隊、グラント氏族の1個中隊、マンロー氏族の1個中隊）を招集した。同1725年、イギリス政府が麦芽税をスコットランドにも課そうとしたため、グラスゴーで麦芽税暴動が勃発、グラスゴー駐留軍が追い出され、グラスゴー選出の庶民院議員の邸宅が破壊されたため、ウェイドは暴動を鎮圧した。1727年4月15日、中将に昇進した。
1732年6月1日にベリック＝アポン＝ツイード総督に任命され、1733年6月19日にウィリアム砦、ジョージ砦、オーガスタス砦の総督に任命された。1739年7月17日、general of horseに昇進した。
1739年にはハイランド・ウォッチの4個中隊を編成した（後にブラック・ウォッチ連隊として再編成された）。同年にロンドンでファウンドリング病院が設立されたときはそれを後援した。1742年6月22日、軍需局副長官に任命され、6月24日に枢密顧問官に任命された。

## オーストリア継承戦争
1743年12月17日、陸軍元帥に昇進し、オーストリア継承戦争でフランドルのイギリス軍の指揮官に任命された。しかし、ウェイドはすでに70歳で健康が悪化しており、さらにレオポール・フィリップ・ダランベールやウィレム・マウリッツ・ファン・ナッサウ＝アウウェルケルクがウェイドの計画にことごとく反対した。そして、1744年の戦役が始まったときも同盟軍は確固とした計画がなく、一方フランス軍は6週間でコルトレイク、メーネン、イーペル、クノック砦、フュルネーを次々と落とした。同盟軍は7月20日にようやくスヘルデ川を渡ったが、弱体のままで何もできず、ウェイドは健康が悪化したため10月に帰国した後、翌1745年3月に指揮官を辞任、イギリス軍最高司令官に就任した。

## 1745年ジャコバイト蜂起

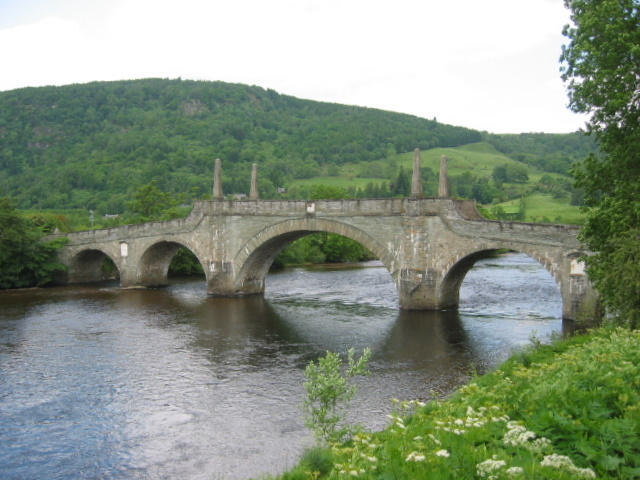
アバーフェルディーのテイ・ブリッジ、2003年撮影。

1745年ジャコバイト蜂起において、ウェイドは10月にイングランド東海岸のニューカッスル・アポン・タインで軍を集結させたが、ジャコバイト軍はスコットランドからイングランド西海岸のカーライルを経由してランカシャーに進軍、その早さにウェイドは対応できなかった。食料が不足した上、厳寒の天候にあってはジャコバイト軍のイングランド進軍やダービーからスコットランドへの撤退中に打撃を与えられず、ウェイドは更迭された。代わって就任したカンバーランド公ウィリアム・オーガスタスは1746年4月のカロデンの戦いでジャコバイト軍を撃破した。
東のニューカッスル・アポン・タインから西のカーライルに行軍する経験を得たウェイドは（ハドリアヌスの長城を一部破壊して）ニューカッスルから西への軍道建設を計画したが、彼は建設が始まる1751年にはすでに死去していた。この軍道は現代でも国道B6318の一部として使用されており、ローマ人によって建設されたハドリアヌスの長城の南にある軍道とは別のものである。
ウェイドは1745年頃に歌われた神よ国王を護り賜えの1行で言及された。
Lord, grant that Marshal Wade

May, by thy mighty aid,

Victory bring.

May he sedition hush

And, like a torrent, rush

Rebellious Scots to crush.

God save the King.

## 家族
1748年3月14日に未婚のまま死去、ウェストミンスター寺院で埋葬された。寺院ではルイ＝フランソワ・ルビリャックによる記念碑がある。
ウェイドは庶子を4人（2男2女）もうけている。息子はウィリアム・ウェイドとジョン・ウェイドで2人とも大尉になり、娘はジェーン・アール（Jane Erle）とエミリア（Emilia）だった。エミリアは1728年にジョン・メイソン（John Mason）と結婚した後、ジェブ（Jebb）という男と再婚した。